# Filip Višnjić

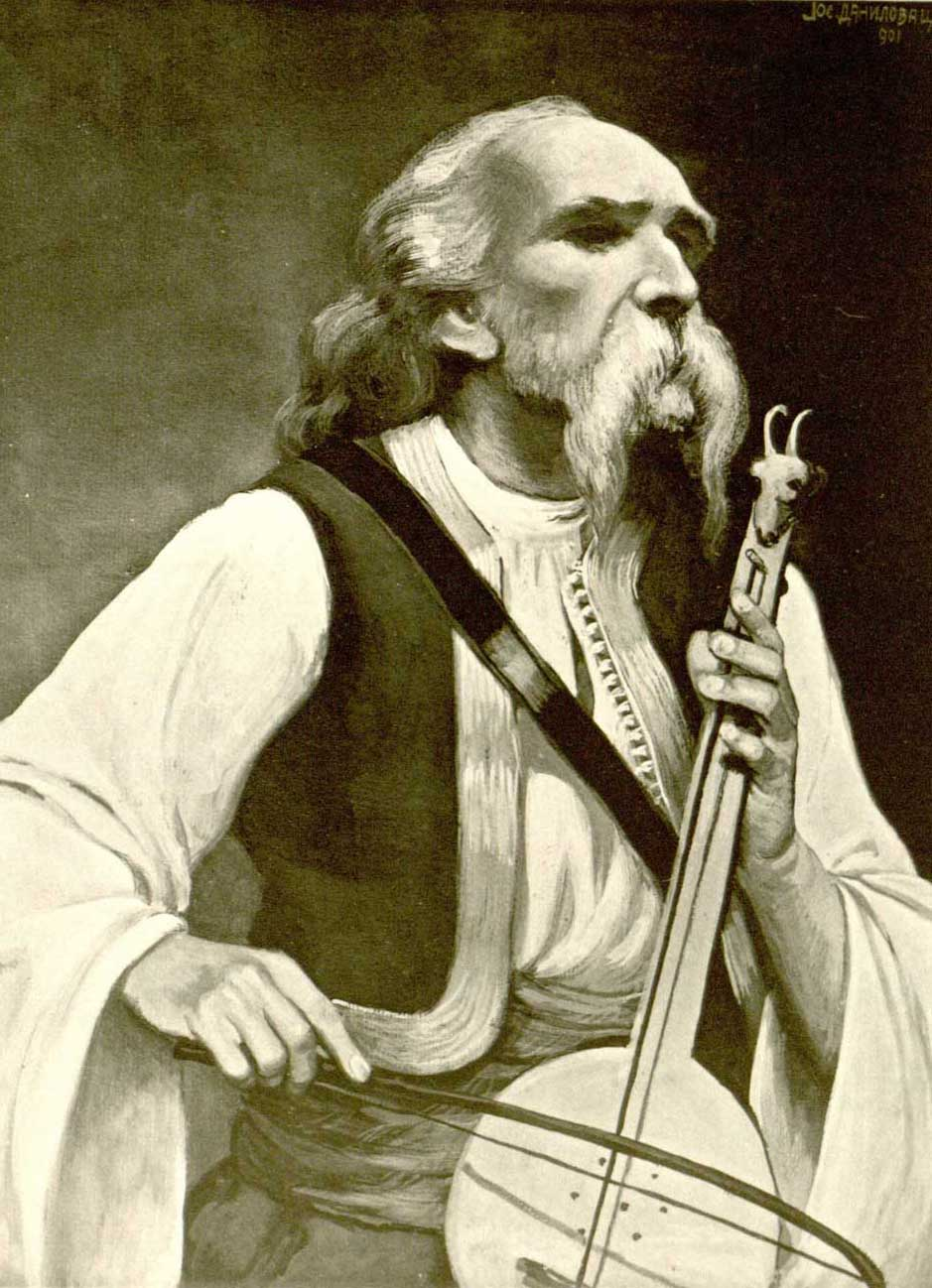
Filip Višnjić (Historisierende Darstellung, 1901)

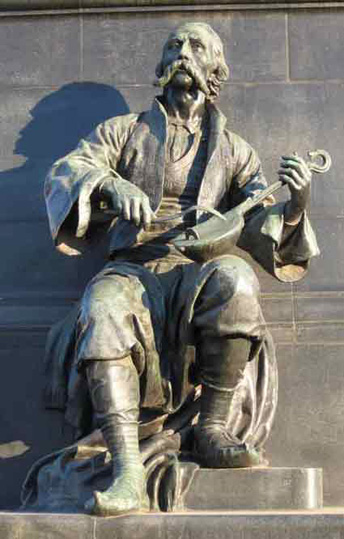
Višnjić-Denkmal in Kruševac

Filip Višnjić  (serbisch-kyrillisch Филип Вишњић; * 1767 in Gornja Trnova, Paschalik Bosnien, Osmanisches Reich; † 1834 in Grk bei Šid, Königreich Slawonien, Kaisertum Österreich) war ein serbischer Poet, Lyriker und epischer Sänger. Er lebte in einer Zeit von außergewöhnlicher Bedeutung für die serbische Geschichte und dichtete darüber. 

## Leben
Er wurde in Gornja Trnova in der Nähe von Ugljevik, im Paschalik Bosnien des Osmanischen Reiches (heute Bosnien und Herzegowina) geboren. Filip Višnjić wirklicher Nachname war Vilić. Es wird vermutet, dass er nach dem Namen seiner Mutter Višnja Višnjić genannt wurde.
Er lebte in Gornja Trnova, bis seine Mutter nach dem Tod des Vaters wieder heiratete und sie zu ihrer neuen Familie Vilić nach Međaši in den Niederungen der Semberija zogen. Dort lernte er das Saiteninstrument Gusle, das Instrument der serbischen epischen Dichter, spielen und komponierte seine ersten Verse. Mit acht Jahren erkrankte er an Pocken, wodurch er erblindete. 1787 kam ein Unglück über die neue Familie. Ein paar Osmanen hatten eine Frau der Familie misshandelt und die Familie lynchte zwei von ihnen. Zur Strafe wurden alle männlichen Erwachsenen von den Osmanen getötet und ihr Land enteignet. Im gleichen Jahr starb seine Mutter. Da es nicht genug zu essen gab, musste er auf der Straße betteln. Er reiste umher und spielte auf der Gusle sowohl für Christen als auch für Muslime. Dadurch hatte er ein großes Repertoire der beiden Kulturen.
Zur Zeit des Ersten serbischen Aufstands gegen die osmanische Herrschaft konnte er aus nächster Nähe die Kämpfe in Mišar mitverfolgen. Während des Rückzuges der Serben aus Semberija 1809 schloss er sich den abziehenden Serben an. In Serbien an der Drina versuchte Višnjić die Moral der Landsleute zu heben und komponierte viele Lieder über die heroischen Freiheitskämpfe. Hier wurde sein Werk der Bevölkerung bekannt. Er sang sogar vor Karađorđe, dem berühmten serbischen Heerführer und anderen wichtigen Persönlichkeiten. Nachdem der Aufstand 1813 niedergeschlagen war, lebte er im Dorf Grk in Syrmien. 
Im Kloster Šišatovac traf er Vuk Karadžić, Schriftsteller und Sprachreformer, welcher 17 Lieder von Višnjić aufzeichnete. Seine vielen Gedichte entstanden aus den Berichten der Soldaten über die Schlachten der Zeit. Er komponierte seine Lieder oft mit osmanischen Einflüssen.
Er starb in dem Dorf Grk in der Nähe von Šid, Serbien (damals Teil des österreichischen Kaiserreichs).

## Ehrungen
Das Dorf Grk wurde ihm zu Ehren in Višnjićevo umbenannt. Zahlreiche Straßen und Schulen in der Republika Srpska und Serbien wurden nach Višnjić benannt. Sein Bild ist auf der 20-Mark-Banknote der Republik Srpska in Bosnien. Während des Zweiten Weltkrieges wurde er auf 1941 dem serbischen 50-Dinar-Schein dargestellt.